# Volta a Palència
La Volta a Palència (en castellà: Vuelta a Palencia) és una cursa ciclista per etapes que es disputa a la província de Palència. Està reservada a ciclistes de categoria amateur i sub-23. El 2015 va celebrar les 50 edicions.

## Palmarès a partir de 1999
| Any       | Vencedor             | Segon             | Tercer                  |
| --------- | -------------------- | ----------------- | ----------------------- |
| 1999      | Koldo Gil            | Gorka González    | Oleg Kachirine          |
| 2000      | Patxi Vila           | Antonio López     | Oleg Kachirine          |
| 2001      | Pedro Arreitunandia  | Xavier Tondo      | Andrei Korovine         |
| 2002      | Cristian Climent     | Pablo de Pedro    | Maxim Gourov            |
| 2003      | José Rafael Martínez | Alejandro Barbero | Efrain Gutierrez        |
| 2004      | David Martín         | Daniel Navarro    | Aaron Villegas          |
| 2005      | Diego Gallego        | Mario García      | Juan Carlos López       |
| 2006      | Juan Carlos Escamez  | Raúl Santamarta   | Antonio Piedra          |
| 2007      | Arturo Mora          | Higinio Fernández | José Manuel Ballesta    |
| 2008      | Arturo Mora          | Dmitri Ignatiev   | Ángel Madrazo           |
| 2009      | Higinio Fernández    | Alexander Ryabkin | Antonio Cervera         |
| 2010      | Serguei Txernetski   | Karol Domagalski  | Samuel Nicolás Martínez |
| 2011      | Jesús Ezquerra       | Román Osuna       | Víctor Holgado          |
| 2012      | David Desmecht       | Thomas Vanbesien  | Cristóbal Sánchez       |
| 2013      | Cristian Cañada      | Tiesj Benoot      | Edison Bravo            |
| 2014      | Miguel Ángel Benito  | Alain Santamaria  | Enric Mas               |
| 2015      | Víctor Etxeberria    | Enric Mas         | Gabriel Reguero         |
| 2016      | Óscar Rodríguez      | Jaime Castrillo   | Héctor Carretero        |
| 2017-2018 | no organitzada       | no organitzada    | no organitzada          |
| 2019      | Oier Lazkano         | Magnus Brynsrud   | Iñigo González Ibarra   |